# Сквира (станція)
Сквира — проміжна станція 5 класу Козятинської дирекції Південно-Західної залізниці (Україна), кінцева станція лінії від станції Попільня (на дільниці Козятин I — Фастів I) довжиною 30 км. Відстань до ст. Козятин I — 84 км, до ст. Фастів I — 69 км.

## Історія
Відкрита 1915 року.
Від початку станція і ділянка залізниці до станції Попільня були вузькоколійними, на ділянці курсували вантажно-пасажирські поїзди. Перешивка на широку колію була здійснена у 1970—1971 роках, тоді ж було ліквідовано пасажирські перевезення.
В часи ІІ світової війни залізнична лінія Попільня-Сквира мала продовження далі до с. Шамраївка (Руда), де існував цукровий завод. На даний час залишився тільки земляний насип, частково ліквідований, а також залишки просік в лісових масивах, через які проходила траса залізниці[джерело?].
Станом на вересень 2019 року станція обслуговує виключно вантажні перевезення. З чотирьох станційних колій дві виведено з експлуатації (для відновлення руху необхідно проведення колійних робіт).
Станція Сквира обслуговує: ВАТ «Сквирський комбінат хлібопродуктів», елеватор, сховище нафтопродуктів, пункт заготівлі металобрухту та деякі інші організації.